# Hermann Schaaffhausen
Hermann Schaaffhausen (Coblenza, Alemania, 19 de julio de 1816-Bonn, Alemania, 26 de junio de 1893) fue un antropólogo y anatomista alemán, conocido sobre todo por anunciar, junto con Johann Karl Fuhlrott, el descubrimiento de Neandertal 1, primer espécimen conocido de la época del hombre de Neandertal. 

## Vida
Era hijo del empresario Hubert Josef Schaaffhausen y Anna Maria Wachendorf, ambos también de Coblenza, y hermano de Deichmann-Schaaffhausen y Sibylle Mertens-Schaaffhausen.
Estudió Medicina en la Universidad de Berlín, doctorándose en 1844 con 28 años, tras lo cual fue nombrado profesor de Fisiología y Antropología en la Universidad de Bonn. Allí recibió un cargo honorario y se hizo un profesor muy reputado.

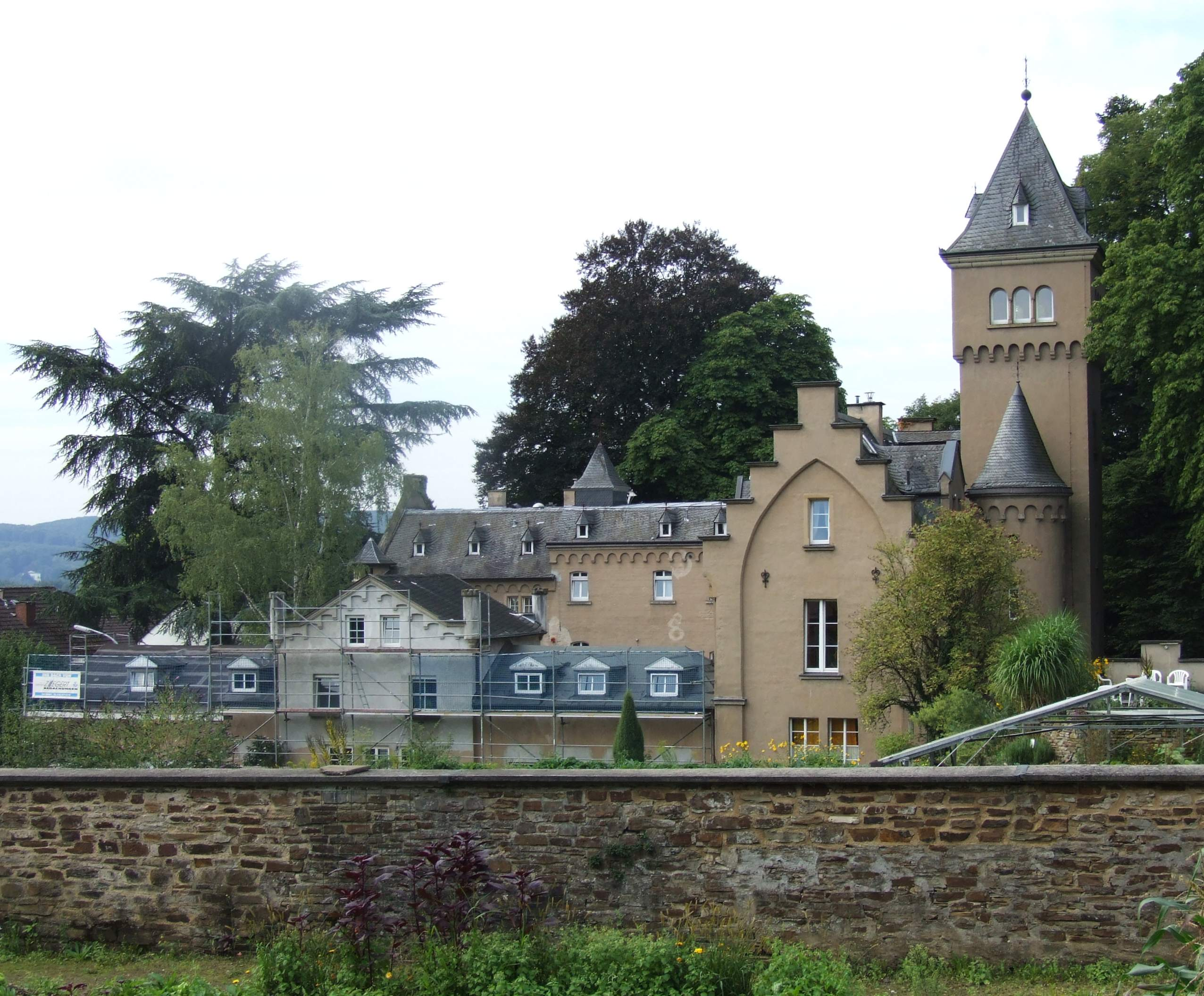
Villa Schaaffhausen, 2006.

Schaaffhausen vivía cerca de Bad Honnef en una elegante villa que sigue existiendo en la actualidad. El príncipe heredero Guillermo de Prusia visitaba a Hermann con frecuencia cuando estudiaba en Bonn. En 1876, Guillermo plantó la "Encina del emperador" en el jardín de la dicha villa.
Schaaffhausen es considerado como uno de los fundadores de la antropología física moderna, ya que afectó a ramas específicas de esta ciencia, como la paleoantropología, y además institucionalizó esta especialidad en la sociedad. Fue cofundador de la Sociedad Alemana de Antropología y coeditor de la revista Archiv für Anthropologie.
También contribuyó a la fundación del Museo de Renania de Bonn, y en 1889 se convirtió en miembro honorario de la Sociedad de Berlín de Antropología, Etnología y Prehistoria.
En 1893, murió Hermann Schaaffhausen en Bonn. Su tumba se encuentra en el cementerio viejo.

## Descubrimiento del hombre de Neandertal
En 1856, cuando el naturalista J.C. Fuhlrott encontró los restos de Neandertal 1, se fue a Bonn llevando un molde de yeso del cráneo descubierto para pedirle a Schaaffhausen que lo acompañara al yacimiento donde se encontraban los restos y los analizara más detalladamente. Schaaffhausen compró los restos a Fuhlrott, y se los vendió al museo de Renania, donde han permanecido hasta la actualidad.
Al estudiar los restos del hombre de Neanderthal, Schaaffhausen advirtió pronto la morfología bastante más tosca del individuo, afirmando al principio que se trataría de un bárbaro perteneciente a una de las razas humanas más antiguas, seguramente anteriores a la llegada de las tribus celtas y germanas a Alemania, calificándolo como prehistórico y admitiendo posteriormente, en su artículo de 1853 titulado "Über Beständigkeit und Umwandlung der Arten" (Sobre la constancia y la transformación de las especies), que "la inmutabilidad de las especies ... no está demostrada".
El descubrimiento de Neandertal 1 fue anunciado conjuntamente por Fuhlrott y Schaaffhausen en una reunión el 4 de febrero de 1857 de la sociedad de Historia Natural y Medicina de Renania del Norte, en donde mostró las piezas fósiles encontradas y defendió la posible gran antigüedad de los restos, resaltando las grandes y claras diferencias morfológicas respecto al hombre moderno.
Allí, las conclusiones de Schaaffhausen no gustaron al comité, y su defensa de la forma especial y presunción del hombre de Neandertal como raza predecesora y distinta del hombre moderno, tanto en el comité como en la posterioridad, le costó la carrera académica: en su 50.º aniversario como profesor, cuatro años después del comité, perdió su posición académica quedánose sin silla ni voto en la universidad, a pesar de sus peticiones al Ministerio.

## Obras
- Über Beständigkeit und Umwandlung der Arten (Sobre la constancia y la transformación de las especies), Actas de la Sociedad de Historia Natural, Bonn, 1853
- Zur Kenntnis der ältesten Rasseschädel („Neanderthalschädel“), Archivos de Müller, 1858
- Über die Urform des menschlichen Schädels (Sobre el arquetipo del cráneo humano), Bonn, 1869
- Die anthropologischen Fragen der Gegenwart (Preguntas antropológicas del presente), Archivos de Antropología, 1868
- Über die Methode der vorgeschichtlichen Forschung (Sobre los métodos de investigación prehistórica), Archivos de Antropología, 1871
- Der Schädel Raphaels (La calavera de Raphael), Archivos de Antropología, 1883
- Anthropologische Studien (Estudios de Antropología), Archivos de Antropología, 1885
- Der Neanderthaler Fund, Archivos de Antropología, 1888